# Junketsu Paradox
Junketsu Paradox (jap. 純潔パラドックス Junketsu Paradokkusu) – dwudziesty piąty singel japońskiej piosenkarki Nany Mizuki, wydany 3 sierpnia 2011. Utwór tytułowy został wykorzystany jako ending anime BLOOD-C, utworu 7COLORS użyto jako ending programu Sekai Fushigi Hakken! (jap. 世界・ふしぎ発見!) stacji TBS, a utwór Stay Gold wykorzystano w zakończeniach programu radiowego Mizuki Nana no M no Sekai (jap. 水樹奈々のMの世界). Singel osiągnął 3 pozycję w rankingu Oricon i pozostał na liście przez 13 tygodni, sprzedał się w nakładzie 72 746 egzemplarzy.

## Lista utworów
| Nr | Tytuł                                      | Słowa           | Kompozycja      | Aranżacja         | Czas |
| -- | ------------------------------------------ | --------------- | --------------- | ----------------- | ---- |
| 1. | "Junketsu Paradox" (jap. 純潔パラドックス) | Nana Mizuki     | Eriko Yoshiki   | Jun Suyama        | 4:05 |
| 2. | "7COLORS"                                  | Yoshihiro Saitō | Yoshihiro Saitō | Takahiro Furukawa | 3:22 |
| 3. | "Stay Gold"                                | KOUTAPAI        | KOUTAPAI        | Junpei Fujita     | 4:13 |

## Notowania
| Lista                        | Pozycja |
| ---------------------------- | ------- |
| Oricon Weekly Singles Chart  | 3       |
| Oricon Monthly Singles Chart | 10      |
| Oricon Yearly Singles Chart  | 105     |
| Billboard Japan Hot 100      | 3       |
| Billboard Hot Singles Sales  | 2       |
| Billboard Hot Animation      | 1       |
| CDTV                         | 3       |
| Sound Scan                   | 2       |
| Weekly RIAJ Chart            | 24      |